# Petite-Rivière-de-l'Artibonite
Petite-Rivière-de-l'Artibonite, in creolo haitiano Ti Rivyè Latibonit, è un comune di Haiti facente parte dell'arrondissement di Dessalines nel dipartimento dell'Artibonite.